# Jay Heimowitz
Jay B. Heimowitz (* 26. Dezember 1937 in Bethel, New York) ist ein professioneller US-amerikanischer Pokerspieler. Er ist sechsfacher Braceletgewinner der World Series of Poker.

## Pokerkarriere

### Werdegang
Heimowitz spielte erstmals im Alter von neun Jahren Poker, um sich sein Hobby, das Sammelkartenspielen, finanzieren zu können. Mit 21 Jahren ging er zur US Army. Zu diesem Zeitpunkt hatte er bereits 10.000 US-Dollar durch das Pokerspiel gewonnen. Der Amerikaner investierte das gewonnene Geld in seine Brauerei, die er später an Budweiser verkaufte. Sein erstes Turnier bei der World Series of Poker (WSOP) in Las Vegas spielte er 1975. Über die Jahre gewann er sechs Bracelets bei der Turnierserie. Seine bis dato letzte Geldplatzierung erzielte er bei der WSOP 2018.
Insgesamt hat sich Heimowitz mit Poker bei Live-Turnieren über 2 Millionen US-Dollar erspielt.

### Braceletübersicht
Heimowitz kam bei der WSOP 43-mal ins Geld und gewann sechs Bracelets:
| Jahr | Buy-in (in $) | Turnier                               | Teilnehmer | Preisgeld (in $) |
| ---- | ------------- | ------------------------------------- | ---------- | ---------------- |
| 1975 | 1000          | No Limit Hold’em                      | 032        | 032.000          |
| 1986 | 1500          | Limit Hold’em                         | 320        | 175.800          |
| 1991 | 5000          | Pot Limit Omaha                       | 063        | 126.000          |
| 1994 | 1500          | Pot Limit Hold’em                     | 247        | 148.200          |
| 2000 | 5000          | Limit Hold’em                         | 142        | 284.000          |
| 2001 | 1000          | Seniors No-Limit Hold’em Championship | 340        | 115.430          |